# Astrild de Kandt
Estrilda kandti
Pour les articles homonymes, voir Kandt.
Espèce
L'Astrild de Kandt (Estrilda kandti) est une espèce de passereaux appartenant à la famille des Estrildidae.
Son aire s'étend à travers les forêts d'altitude du rift Albertin et au Kenya.